# 苍头燕雀
苍头燕雀（学名：Fringilla coelebs）是一种燕雀属的小型雀类。苍头燕雀身长约14-16厘米，各翼上有双白道。繁殖期的雄性苍头燕雀很容易辨认，且喙呈灰色， 下体呈红色。雌性苍头燕雀色调略为单调、偏绿。

## 分布
苍头燕雀的分布范围为欧洲、北非至西亚。

## 行为

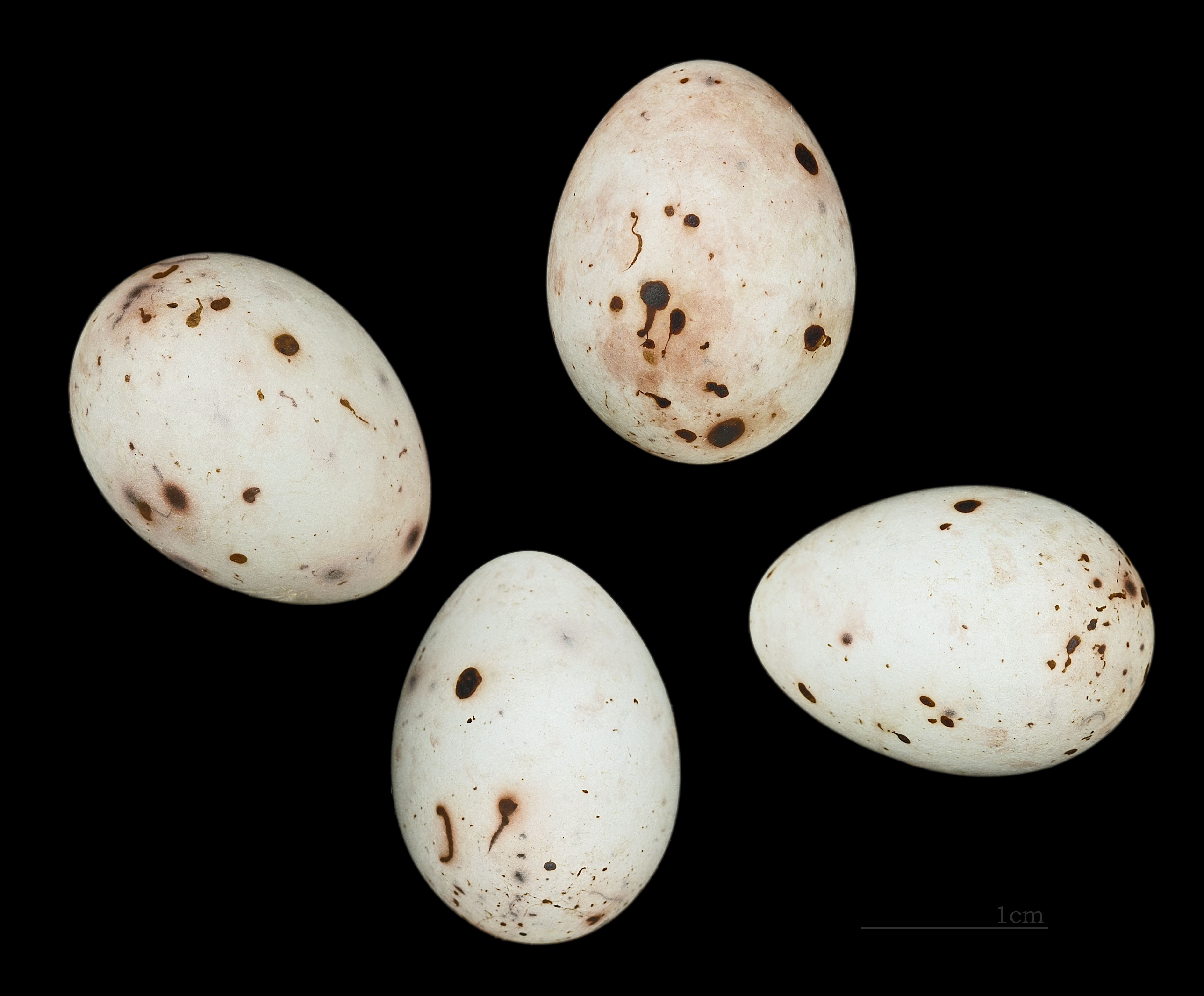
蒼頭燕雀的蛋

苍头燕雀喜居于开阔林地，也常见于花园或田野间。它们在树杈上筑窝，并用苔藓或地衣铺在窝的外面，使其更为隐蔽。每次孵化约6个蛋。苍头燕雀在气候比较温和的地区不迁徙，但是在冬季会避开比较寒冷的地区。该鸟种是卡爾·林奈本人命名的。在林内的故乡瑞典，雌性苍头燕雀在冬季经常抛弃其雄性配偶独自迁徙，所以其拉丁语学名的第二个单词“coelebs”的意思是“单身汉”。在非繁殖季节，这种鸟类有时集结成群，但是组织不太严密。苍头燕雀有时会迷途飞到北美。
该鸟种幼年时食昆虫（与大多数雀类一样），成年时食种子为生。成年雄性一般能够唱2到3种不同的鸟歌。和很多其它鸟类一样，其鸟歌具有地域性。
苍头燕雀以其美妙响亮的歌声而出名。
英国鸟类学家William Thorpe对苍头燕雀幼雏的鸟歌学习进行了研究。他发现，如果幼雏在学习鸟歌的关键期不接触其它成年鸟类唱出的歌曲的话，他就永远也无法歌唱正常的鸟歌。他还发现，阉割的雄鸟无法正常唱歌，但是如果给这些鸟注射睾酮（一种雄性激素）的话，它们即使在冬季十一月也会唱歌。